# Melliste
Melliste är en ort i Estland. Den ligger i Mäksa kommun och landskapet Tartumaa, i den sydöstra delen av landet, 180 km sydost om huvudstaden Tallinn. Melliste ligger 41 meter över havet och antalet invånare är 484.
Terrängen runt Melliste är platt. Runt Melliste är det glesbefolkat, med 16 invånare per kvadratkilometer. Närmaste större samhälle är Dorpat, 16,0 km väster om Melliste. Omgivningarna runt Melliste är en mosaik av jordbruksmark och naturlig växtlighet.